# Ширлі Гріффіт
Ширлі Гріффіт (англ. Shirley Griffith; 26 квітня 1908, Брендон, Міссісіпі — 18 червня 1974, Індіанаполіс, Індіана) — американський блюзовий співак і гітарист. В основному виступав в Індіанаполісі. Серед найвідоміших його пісень «Walkin' Blues» і «Bad Luck Blues».

## Біографія
Народився 26 квітня 1908 року в Брендоні, штат Міссісіпі, у невеликому фермерському містечку неподалік від Джексона. Був другою дитиною у Віллі і Меггі Гріффіт. Мав п'ять сестер і трьох братів. Його родина переїхала у сусіднє місто Феннін, де він ходив до школи і працював на фермі; пізніше вони переїхали у Джексон. У віці 10 років почав навчатися гри на гітарі, а його тітка і дядько вчили його співати і грати блюзові пісні, які тоді були популярні у Джексоні. Коли йому було 18 років, він познайомився з Томмі Джонсоном (якому на той момент було близько 50 років), який став відомим завдяки старим кантрі-блюзовим пісням «C.C. Rider» і «Canned Heat Blues» (остання про заборону вживання стерно). Тоді ж Гріффіт познайомився з Ішемом Брейсі, з яким разом грав і брав у нього уроки.
Наприкінці 1928 року переїхав в Індіанаполіс, штат Індіана, де прожив до самої смерті. Там він почав грати і співати у невеликих місцевих музичних крамницях, привертаючи увагу покупців. В Індіанаполісі познайомився з Лероєм Карром та його партнером Скреппером Блеквеллом (їхня пісня «How Long How Long Blues» зробила їх одним із найвідоміших блюзових дуетів в країні). З Блеквеллом вони стали друзями і почали разом виступати у місті. Пізніше отримав хорошу роботу на фабриці Chevrolet (пропрацював там близько 20 років) в Індіанаполісі, де познайомився з Джей-Ті Адамсом; їх часто запрошували виступити на вечірках, у клубі чи таверні. У той час він мешкав разом з дружиною у невеликому будинку на Каліфорнія-стріт. У 1961 році спільно з Адамсом записав альбом Indiana Ave. Blues. У липні 1961 року Гріффіт записав свій сольний альбом Saturday Blues. Обидва альбоми вийшли на лейблі Bluesville Records у 1964 році.
У 1968 році концертував у клубах Східного узбережжя з Єнком Рейчеллом, у 1969 році виступив на першому блюзовому фестивалі в Енн-Арбор (Мічиган), а 1971 році — на блюзовому фестивалі Нотр-Дам в Саут-Бенд (Індіана). У 1972 році записав сольний альбом Mississippi Blues на лейблі Blue Goose Records (вийшов у 1973 році).
Помер 18 червня 1974 року від серцевого нападу у віці 66 років в Індіанаполісі.
У нього було троє дітей: Елонса Гріффіт, Волтер Джеймс Гріффіт і Мері Т. Гріффіт. Його першу дружину звали Едді В. Мак-Ніл, а другу — Елізабет.

## Дискографія
- Indiana Ave. Blues (Bluesville, 1964) з Джей-Ті Адамсом
- Saturday Blues (Bluesville, 1964)
- Mississippi Blues (Blue Goose, запис 1972, випуск 1973)